# Conjetura de Brocard
En teoría de números, la conjetura de Brocard dice que existen al menos cuatro números primos comprendidos entre (pn)2 y (pn+1)2, para n > 1, donde pn es el n-ésimo número primo. Se cree que esta conjetura es cierta, pero a fecha de 2017 no se ha hallado una demostración.
El número de primos comprendidos entre los cuadrados de primos consecutivos es 2, 5, 6, 15, 9, 22, 11, 27, ... ((sucesión A050216 en OEIS)).
La conjetura de Legendre de que existe un número primo entre dos cuadrados consecutivos implica que hay al menos dos primos entre dos cuadrados de primos consecutivos para pn ≥ 3, ya que pn+1 - pn ≥ 2.